# 饒安公主
饶安公主（?—?），唐朝公主，是中国唐朝第十六代皇帝唐宣宗李忱的第六女。她的生母不详，史书仅仅记载了唐武宗会昌六年（846年）五月廿三，她获封号饶安公主，和和义公主一起获封。没有关于饶安公主是否婚嫁的记载。